# Гаутюм
Гаутюм (нід. Goutum) — село в нідерландській провінції Фрисландія. Входить до муніципалітету Леуварден. Фактично є південним передмістям однойменного міста.
Його площа становить 1,51км², а населення станом на 2021 рік складало 3 310 осіб.
Перша згадка про населений пункт датується 1366 роком.

## Галерея

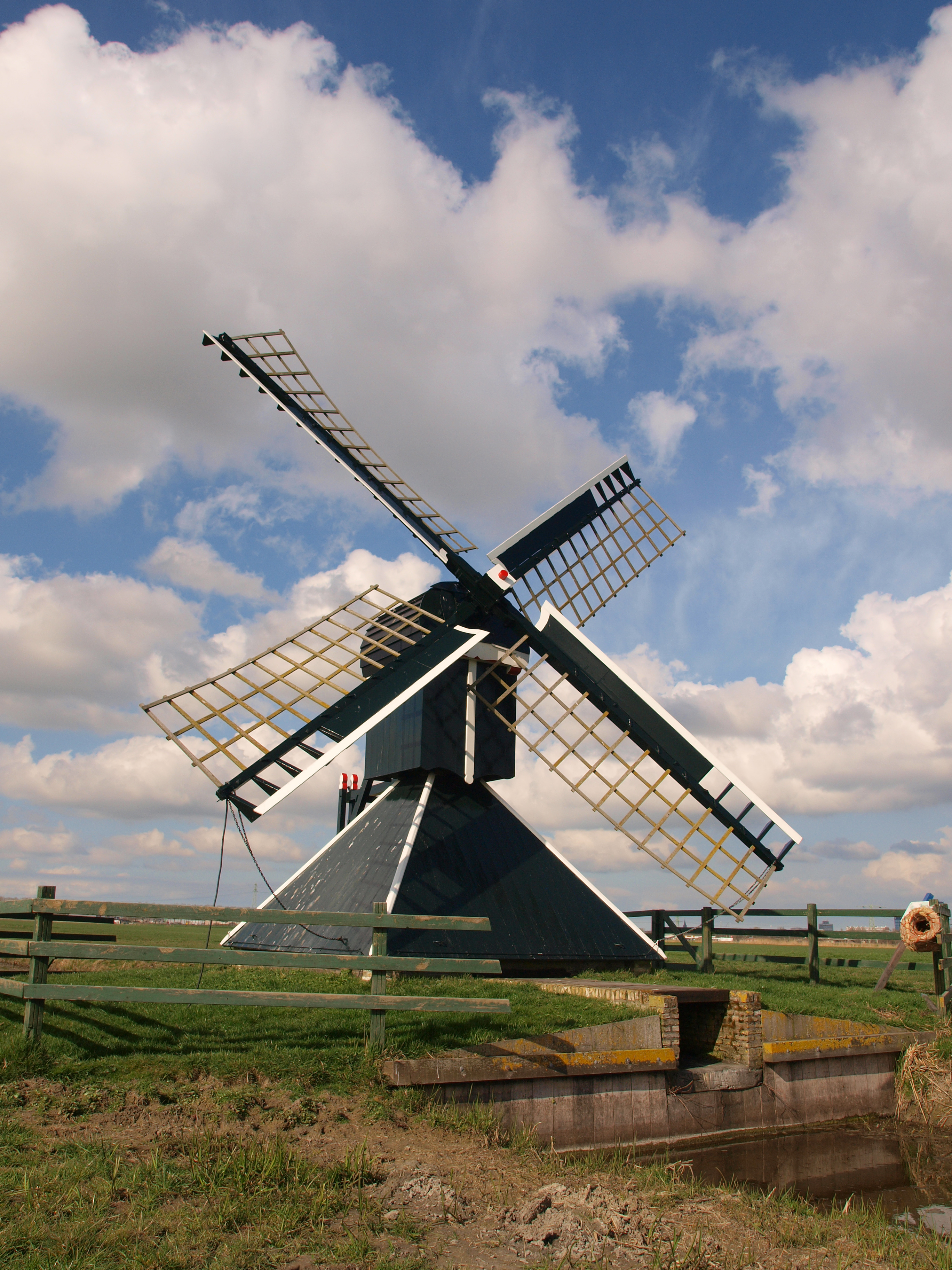
Вітряк Hoogland
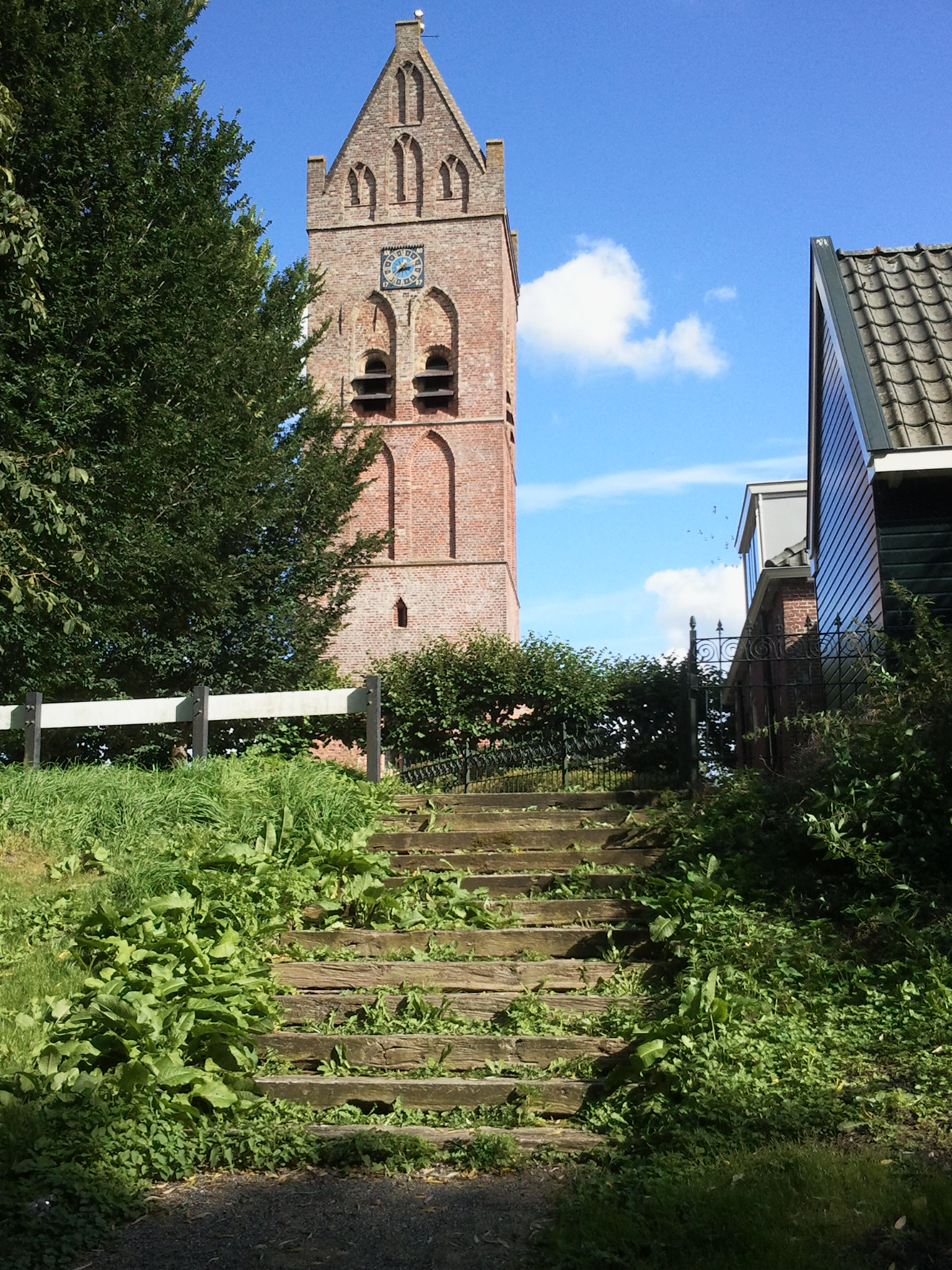
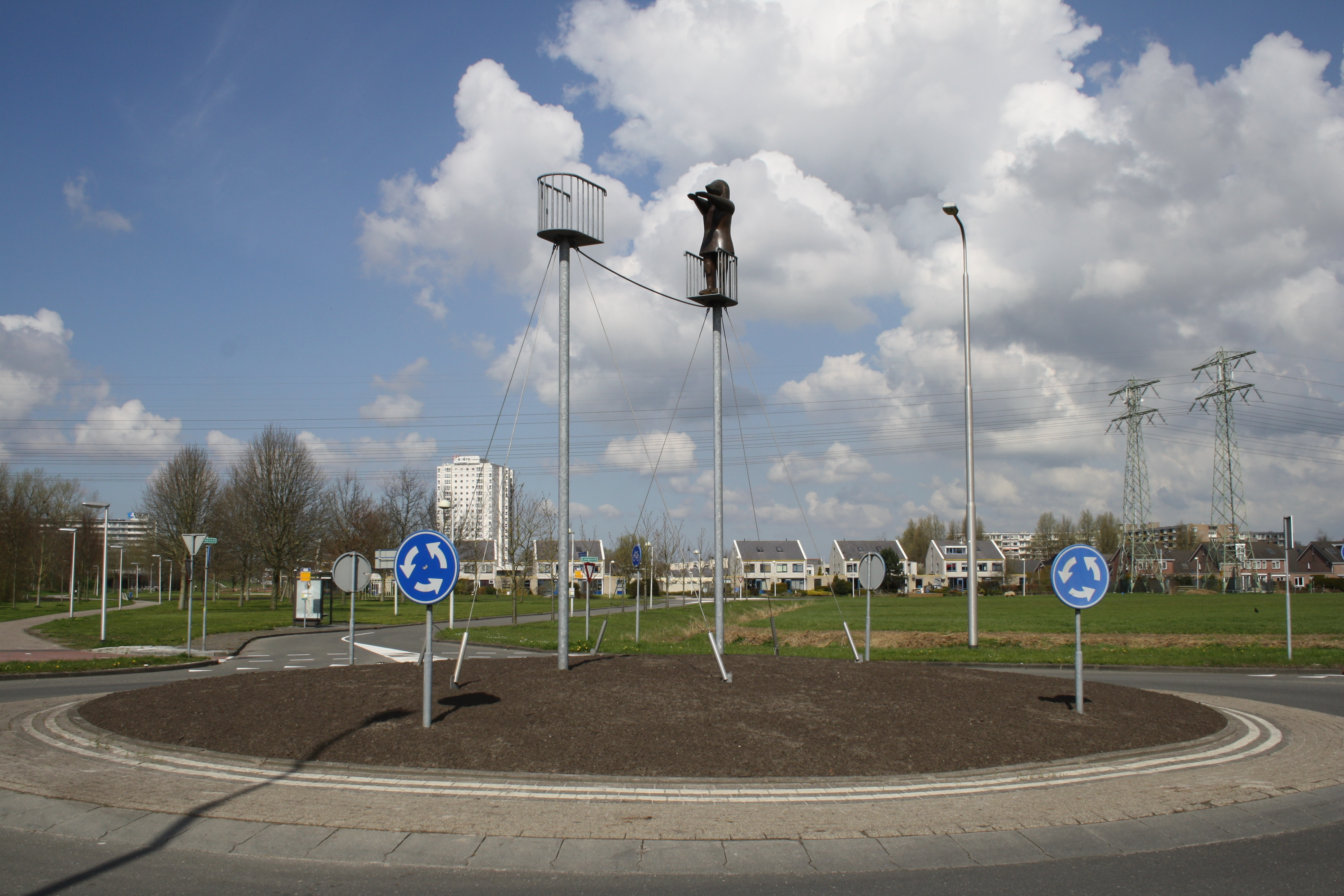
Арт-об'єкт на околиці села
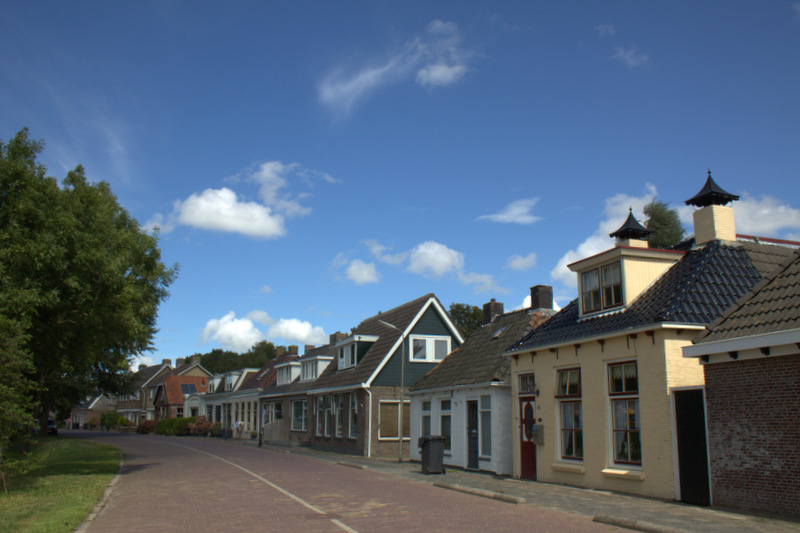
Сільська вулиця